# Leonestate
Leonestate è un album di Leone Di Lernia uscito nel 1998. L'album è suddiviso in 12 brani.

## Tracce
1. No Tengo Dinero - Lo scudetto – 3:31 (M. Hadjidakis-A. Agami-R. & J. Baldorian; edizioni musicali Emi Music Publishing)
2. Horny '98 - Mo' muoro – 3:22 (Mousse T. & E. Rennalls; edizioni musicali Mergmusic/Rondor)
3. High - Son partito dal Brasile – 4:20 (Paul Tucker-Tunde Baiyewu; edizioni musicali Polygram)
4. Dighidin Don Don - Fic Fic Do Do – 3:47 (M.C. D'Oro-Names-E. Céspedes; edizioni musicali Pielle Edizioni Musicali)
5. Fiesta Flamenka - Pronto son papà – 3:02 (P. Verlanzi - P. Landro; edizioni musicali Pielle Edizioni Musicali)
6. Lararari... (canzone felice) - Laura e Lauretta – 3:17 (S. Pucello-S. Contartese-D. Marsilio; edizioni musicali Edizioni Musicali Camaleonte)
7. El Pam Pam - La pappa – 3:56 (M.C. D'Oro-Names; edizioni musicali Pielle Edizioni Musicali)
8. Gimme Love - Chi mi lava – 3:46 (Aquilani-Robyx; edizioni musicali Edizioni Extravaganza Publishing)
9. Restless - Tu non lo sai – 4:02 (Names-Timmity-Neja; edizioni musicali Pielle Edizioni Musicali/Emi Music Publishing)
10. Carlotta – 3:07 (P. Faldi-Names-Di Lernia; edizioni musicali Pielle Edizioni Musicali)
11. It's Love - Un terno – 3:27 (M. Mazzantini; edizioni musicali Alpier Publishing)
12. Balla-o Balla-o - Cana-us Cana-us – 3:21 (L. Rosi-M. Ceramicola-P. Landro; edizioni musicali Pielle Edizioni Musicali)